# Campeonato Nacional 1971 (Argentina)
El llamado Torneo Nacional 1971 fue el cuadragésimo octavo de la era profesional y el segundo del año de la Primera División de Argentina de fútbol. Dio inicio el 8 de octubre y la final por el título se jugó el 22 de diciembre. Posteriormente, el 29 de diciembre se realizó el partido pre-Libertadores.
Nuevamente se disputaron dos rondas, una previa de grupos y la siguiente por eliminación directa, aunque, con relación al torneo anterior, se aumentó considerablemente el número de participantes llevándolo a 28 equipos, 17 del Metropolitano, 4 de las plazas fijas, incluido uno preclasificado en el anterior Nacional y 7 del Torneo Regional. 
El campeón fue el Club Atlético Rosario Central, conducido por Ángel Labruna, con lo que obtuvo su primera consagración histórica de Liga en Primera División, y con ello clasificó a la Copa Libertadores 1972. Este logro, convirtió al club rosarino en el primer equipo del interior del país campeón de Liga de la Primera División en el fútbol argentino. Y muy especialmente el partido semifinal jugado el 19 de diciembre de 1971 entre Rosario Central y Newell's Old Boys, es muy recordado por la parcialidad de Rosario Central, a través de la "Palomita de Poy" y del cuento de Roberto Fontanarrosa que lleva como título la fecha del partido. Por su parte el subcampeón, el Club Atlético San Lorenzo de Almagro, disputó la primera Liguilla pre-Libertadores con el Club Atlético Independiente, ganador del Metropolitano, por el segundo cupo.

## Equipos participantes

### Del torneo regular
17 equipos, todos los participantes del anterior Metropolitano, exceptuando los 2 descendidos.
| Equipo             | Ciudad       |
| ------------------ | ------------ |
| Argentinos Juniors | Buenos Aires |
| Atlanta            | Buenos Aires |
| Banfield           | Banfield     |
| Boca Juniors       | Buenos Aires |
| Chacarita Juniors  | Villa Maipú  |
| Colón              | Santa Fe     |
| Estudiantes        | La Plata     |
| Ferro Carril Oeste | Buenos Aires |
| Gimnasia y Esgrima | La Plata     |
| Huracán            | Buenos Aires |
| Independiente      | Avellaneda   |
| Newell's Old Boys  | Rosario      |
| Racing Club        | Avellaneda   |
| River Plate        | Buenos Aires |
| Rosario Central    | Rosario      |
| San Lorenzo        | Buenos Aires |
| Vélez Sarsfield    | Buenos Aires |

### De las plazas fijas
Los 4 equipos del interior clasificados, incluido Gimnasia y Esgrima (Mza), que participó directamente como el Mejor equipo del Interior del torneo Nacional 1970.
| Equipo             | Ciudad                |
| ------------------ | --------------------- |
| Belgrano           | Córdoba               |
| Gimnasia y Esgrima | Mendoza               |
| Kimberley          | Mar del Plata         |
| San Martín         | San Miguel de Tucumán |

### Del Torneo Regional
Los 7 equipos clasificados al efecto.
| Equipo                 | Ciudad              |
| ---------------------- | ------------------- |
| Central Córdoba        | Santiago del Estero |
| Don Orione             | Barranqueras        |
| Guaraní Antonio Franco | Posadas             |
| Huracán                | Comodoro Rivadavia  |
| Huracán                | Ingeniero White     |
| Juventud Antoniana     | Salta               |
| San Martín de Mendoza  | San Martín          |

## Sistema de disputa
Primera fase: dos zonas con un partido interzonal, en una rueda todos contra todos, por acumulación de puntos.
Segunda fase: los dos primeros de cada zona en una ronda por eliminación directa, a un solo partido, en cancha neutral.

## Fase de zonas
Los dos primeros de cada zona fueron semifinalistas del campeonato.

### Zona A
| Pos. | Equipo                  | Pts. | PJ | PG | PE | PP | GF | GC | Dif. |
| ---- | ----------------------- | ---- | -- | -- | -- | -- | -- | -- | ---- |
| 1.º  | Independiente           | 24   | 14 | 10 | 4  | 0  | 31 | 13 | 18   |
| 2.º  | Newell's Old Boys       | 23   | 14 | 9  | 5  | 0  | 37 | 10 | 27   |
| 3.º  | Belgrano                | 21   | 14 | 9  | 3  | 2  | 28 | 13 | 15   |
| 4.º  | River Plate             | 21   | 14 | 8  | 5  | 1  | 26 | 13 | 13   |
| 5.º  | Argentinos Juniors      | 15   | 14 | 7  | 1  | 6  | 22 | 22 | 0    |
| 6.º  | Ferro Carril Oeste      | 14   | 14 | 4  | 6  | 4  | 22 | 20 | 2    |
| 7.º  | Banfield                | 13   | 14 | 4  | 5  | 5  | 23 | 22 | 1    |
| 8.º  | Kimberley               | 13   | 14 | 4  | 5  | 5  | 22 | 21 | 1    |
| 9.º  | San Martín (Mza)        | 12   | 14 | 3  | 6  | 5  | 20 | 20 | 0    |
| 10.º | Gimnasia y Esgrima (LP) | 9    | 14 | 3  | 3  | 8  | 22 | 30 | −8   |
| 11.º | Huracán                 | 9    | 14 | 3  | 3  | 8  | 19 | 27 | −8   |
| 12.º | Juventud Antoniana      | 8    | 14 | 3  | 2  | 9  | 23 | 30 | −7   |
| 13.º | Don Orione              | 8    | 14 | 4  | 0  | 10 | 16 | 34 | −18  |
| 14.º | Huracán (CR)            | 3    | 14 | 1  | 1  | 12 | 11 | 55 | −44  |

|  | Semifinalista del campeonato. |

### Zona B
| Pos. | Equipo                 | Pts. | PJ | PG | PE | PP | GF | GC | Dif. |
| ---- | ---------------------- | ---- | -- | -- | -- | -- | -- | -- | ---- |
| 1.º  | Rosario Central        | 21   | 14 | 9  | 3  | 2  | 27 | 13 | 14   |
| 2.º  | San Lorenzo            | 20   | 14 | 8  | 4  | 2  | 37 | 19 | 18   |
| 3.º  | Boca Juniors           | 20   | 14 | 8  | 4  | 2  | 40 | 19 | 21   |
| 4.º  | Gimnasia y Esgrima (M) | 19   | 14 | 7  | 5  | 2  | 28 | 21 | 7    |
| 5.º  | Atlanta                | 16   | 14 | 6  | 4  | 4  | 25 | 17 | 8    |
| 6.º  | Vélez Sarsfield        | 16   | 14 | 5  | 6  | 3  | 21 | 20 | 1    |
| 7.º  | Estudiantes (LP)       | 12   | 14 | 4  | 4  | 6  | 22 | 19 | 3    |
| 8.º  | Racing Club            | 12   | 14 | 4  | 4  | 6  | 20 | 21 | −1   |
| 9.º  | Chacarita Juniors      | 12   | 14 | 5  | 2  | 7  | 16 | 20 | −4   |
| 10.º | Colón                  | 12   | 14 | 3  | 6  | 5  | 21 | 26 | −5   |
| 11.º | San Martín (T)         | 12   | 14 | 4  | 4  | 6  | 22 | 30 | −8   |
| 12.º | Guaraní Antonio Franco | 10   | 14 | 3  | 4  | 7  | 18 | 26 | −8   |
| 13.º | Central Córdoba (SdE)  | 9    | 14 | 3  | 3  | 8  | 17 | 33 | −16  |
| 14.º | Huracán (IW)           | 6    | 14 | 2  | 4  | 8  | 7  | 25 | −18  |

|  | Semifinalista del campeonato. |

## Fase eliminatoria

### Cuadro de desarrollo
|  | Semifinales     | Semifinales     | Semifinales |             |                 | Final           | Final | Final |  |
|  |                 |                 |             |             |                 |                 |       |       |  |
|  |                 |                 |             |             |                 |                 |       |       |  |
|  | Rosario Central | Rosario Central | 1           |             |                 |                 |       |       |  |
|  | Rosario Central | Rosario Central | 1           |             |                 |                 |       |       |  |
|  | Newell's        | Newell's        | 0           |             |                 |                 |       |       |  |
|  | Newell's        | Newell's        | 0           |             | Rosario Central | Rosario Central | 2     |       |  |
|  |                 |                 |             |             | Rosario Central | Rosario Central | 2     |       |  |
|  |                 |                 | San Lorenzo | San Lorenzo | 1               |                 |       |       |  |
|  | San Lorenzo (p) | San Lorenzo (p) | San Lorenzo | San Lorenzo | 1               | 2 (7)           |       |       |  |
|  | San Lorenzo (p) | San Lorenzo (p) |             |             |                 | 2 (7)           |       |       |  |
|  | Independiente   | Independiente   | 2 (6)       |             |                 |                 |       |       |  |
|  | Independiente   | Independiente   | 2 (6)       |             |                 |                 |       |       |  |
|  |                 |                 |             |             |                 |                 |       |       |  |

### Semifinales
Se cruzaron, en partidos eliminatorios, el primero con el segundo de cada grupo clasificatorio.
| Semifinal 1 | Semifinal 1       | Semifinal 1   | Semifinal 1 | Semifinal 1     |
| Equipo 1    | Resultado         | Equipo 2      | Estadio     | Fecha           |
| ----------- | ----------------- | ------------- | ----------- | --------------- |
| San Lorenzo | 2 - 2 (7 - 6) (p) | Independiente | Monumental  | 18 de diciembre |

| Semifinal 2     | Semifinal 2 | Semifinal 2       | Semifinal 2 | Semifinal 2     |
| Equipo 1        | Resultado   | Equipo 2          | Estadio     | Fecha           |
| --------------- | ----------- | ----------------- | ----------- | --------------- |
| Rosario Central | 1 - 0       | Newell's Old Boys | Monumental  | 19 de diciembre |

### Final
Se disputó a un solo partido entre los ganadores de las respectivas semifinales.
| Final           | Final     | Final       | Final             | Final           |
| Equipo 1        | Resultado | Equipo 2    | Estadio           | Fecha           |
| --------------- | --------- | ----------- | ----------------- | --------------- |
| Rosario Central | 2 - 1     | San Lorenzo | Newell´s Old Boys | 22 de diciembre |

#### Ficha del partido
| 1     | POR   | Norberto Menutti    |  |               |
| 4     | DEF   | José Jorge González |  |               |
| 2     | DEF   | Aurelio Pascuttini  |  |               |
| 6     | DEF   | Alberto Fanesi      |  |               |
| 3     | DEF   | Mario Killer        |  |               |
| 8     | MED   | Carlos Aimar        |  |               |
| 5     | MED   | Ángel Landucci      |  |               |
| 11    | MED   | Carlos Colman       |  |               |
| 7     | DEL   | Ramón Bóveda        |  | Miguel Bustos |
| 10    | DEL   | Aldo Poy            |  |               |
| 9     | DEL   | Roberto Gramajo     |  |               |
| D. T. | D. T. | Ángel Labruna       |  |               |

| 1     | POR   | Agustín Irusta           |         |                |
| 4     | DEF   | Rubén Glaría             |         |                |
| 2     | DEF   | Ricardo Rezza            |         |                |
| 6     | DEF   | Ramón Heredia            |         |                |
| 3     | MED   | Antonio Rosl             |         |                |
| 8     | MED   | Enrique Chazarreta       |         |                |
| 5     | MED   | Roberto Telch            |         |                |
| 11    | MED   | Antonio García Ameijenda | Capitán |                |
| 7     | DEL   | Rubén Ayala              |         |                |
| 10    | DEL   | Héctor Scotta            |         |                |
| 9     | DEL   | Rodolfo Fischer          |         | Hugo Promanzio |
| D. T. | D. T. | Rogelio Domínguez        |         |                |

|  | 17' | Roberto Gramajo |
|  | 23' | Carlos Colman   |

|  | 5' | Héctor Scotta |
|  |    |               |

| Árbitro | Oscar Antonio Veiró |

| 1     | POR   | Norberto Menutti    |  |               |
| 4     | DEF   | José Jorge González |  |               |
| 2     | DEF   | Aurelio Pascuttini  |  |               |
| 6     | DEF   | Alberto Fanesi      |  |               |
| 3     | DEF   | Mario Killer        |  |               |
| 8     | MED   | Carlos Aimar        |  |               |
| 5     | MED   | Ángel Landucci      |  |               |
| 11    | MED   | Carlos Colman       |  |               |
| 7     | DEL   | Ramón Bóveda        |  | Miguel Bustos |
| 10    | DEL   | Aldo Poy            |  |               |
| 9     | DEL   | Roberto Gramajo     |  |               |
| D. T. | D. T. | Ángel Labruna       |  |               |

| 1     | POR   | Agustín Irusta           |         |                |
| 4     | DEF   | Rubén Glaría             |         |                |
| 2     | DEF   | Ricardo Rezza            |         |                |
| 6     | DEF   | Ramón Heredia            |         |                |
| 3     | MED   | Antonio Rosl             |         |                |
| 8     | MED   | Enrique Chazarreta       |         |                |
| 5     | MED   | Roberto Telch            |         |                |
| 11    | MED   | Antonio García Ameijenda | Capitán |                |
| 7     | DEL   | Rubén Ayala              |         |                |
| 10    | DEL   | Héctor Scotta            |         |                |
| 9     | DEL   | Rodolfo Fischer          |         | Hugo Promanzio |
| D. T. | D. T. | Rogelio Domínguez        |         |                |

|  | 17' | Roberto Gramajo |
|  | 23' | Carlos Colman   |

|  | 5' | Héctor Scotta |
|  |    |               |

| Árbitro | Oscar Antonio Veiró |

- Ficha del partido en Debate Futbolero

## Partido de clasificación a la Copa Libertadores
Llamado Liguilla pre-Libertadores, fue un enfrentamiento entre el perdedor de la final del presente certamen, con el campeón del Metropolitano. El ganador clasificó a la Copa Libertadores 1972.
| Partido                                                 | Partido   | Partido     | Partido      | Partido         |
| Equipo 1                                                | Resultado | Equipo 2    | Estadio      | Fecha           |
| ------------------------------------------------------- | --------- | ----------- | ------------ | --------------- |
| Independiente                                           | 1 - 0     | San Lorenzo | La Bombonera | 29 de diciembre |
| Independiente se clasificó a la Copa Libertadores 1972. |           |             |              |                 |

## Goleadores
| Jugador              | Jugador         | Goles | Equipo             |
| -------------------- | --------------- | ----- | ------------------ |
| Bandera de Argentina | José Luñiz      | 10    | Juventud Antoniana |
| Bandera de Argentina | Alfredo Obberti | 10    | Newell's Old Boys  |
| Bandera de Argentina | Carlos Morete   | 9     | River Plate        |
| Bandera de Argentina | Eduardo Quiroga | 9     | Belgrano           |
| Bandera de Argentina | Héctor Scotta   | 8     | San Lorenzo        |